# Roucheria elata
Roucheria elata är en linväxtart som beskrevs av Adolpho Ducke. Roucheria elata ingår i släktet Roucheria och familjen linväxter. Inga underarter finns listade i Catalogue of Life.